# Partula dentifera
Partula dentifera е вид коремоного от семейство Partulidae. Видът е вече изчезнал от дивата природа.

## Разпространение
Видът е бил ендемичен за Френска Полинезия.